# The Blue Umbrella
The Blue Umbrella (En español: Azulado), es un cortometraje estadounidense de animación por computadora de Pixar, escrito y dirigido por Saschka Unseld, y la música es escrita por Jon Brion. El corto fue exhibido antes del estreno de la película Monsters University, la cual fue estrenada el 14 de junio de 2013.

## Argumento
Un escenario de la ciudad cobra vida durante una tormenta. Muchos objetos a lo largo de la calle (letreros, luces, toldos , buzones de correo, edificios, casas, desagües, tuberías de drenaje, canaletas de lluvia, ventanas, puertas) parecen cobrar vida y desarrollar rostros y expresiones propias, disfrutando de la ducha. La gente pasa por la calle bajo sus paraguas, todos aparentemente negros, excepto por un paraguas azul singular . Cuando su dueño se detiene en una esquina, el paraguas azul ve un bonito paraguas rojo junto a él. Los dos intercambian miradas nerviosas y pronto se enamoran el uno del otro, pero los caminos de sus dueños divergen.
Al ver esto, los objetos a lo largo de la calle comienzan a trabajar entre sí para unir a los propietarios. Mientras el paraguas azul está a punto de ser llevado a la estación de metro, una señal permite que el viento sople el paraguas de las manos de su dueño. El paraguas está flotando en el aire hacia su destino cuando una repentina ráfaga de viento causada por un autobús que pasa lo desvía de su curso y aterriza en la calle. Con el paraguas en peligro por el tráfico, los objetos intentan protegerlo de los automóviles que se aproximan: un letrero de construcción se enciende para redirigir a un vehículo que se aproxima, una tubería de drenaje que gorgotea arroja agua para empujarlo fuera del camino, otra señal de construcción cae sobre él arrojarlo lejos de otro automóvil, y un desagüe lo lanza al aire, pero es atropellado por un camión, volcando visiblemente los objetos que han tratado de ayudarlo.
Maltratado y magullado, su dueño (un hombre joven) encuentra el paraguas y lo endereza justo cuando el dueño del paraguas rojo (una señorita) se acerca, reuniéndolos a los dos. Los objetos de la ciudad celebran en silencio su reunión mientras los dueños de los paraguas se sientan juntos en un café local, permitiendo que los dos paraguas estén juntos después de todo.

## Producción
Unseld dijo que conceptualizó la historia después de encontrar un paraguas abandonado un día en San Francisco. Como inspiración, Unseld y sus colegas tomaron fotografías de los objetos inanimados que se encuentran en las calles de la ciudad a través de Nueva York, San Francisco, Chicago y París.
El sistema de renderizado de Pixar fue actualizado para incluir algoritmos capaces de hacer nuevos tipos de iluminación y de reflexión, una técnica conocida como iluminación global.
El corto incluye por primera vez técnicas de animación nuevas y composición musical, gracias a Jon Brion.
Un blog en Tumblr llamado Rainy City Tales 332 y administrado por el propio Unseld, siguió de manera silenciosa y secreta el desarrollo del cortometraje desde febrero de 2012, pero siempre de un modo indirecto, nunca dando a entender sobre el proyecto del que trabaja, ni del estudio en el que se desarrollaba.
Para Latinoamérica y España el título del cortometraje se presenta como Azu-Lado, que da referencia al paraguas azul, y la expresión A su lado, simbolizando el deseo del paraguas azul de querer estar al lado de aquel paraguas rojo. 
Los primeros espectadores podrán ver el cortometraje como opening de la película animada Monsters University.